# Laura Maria Heid

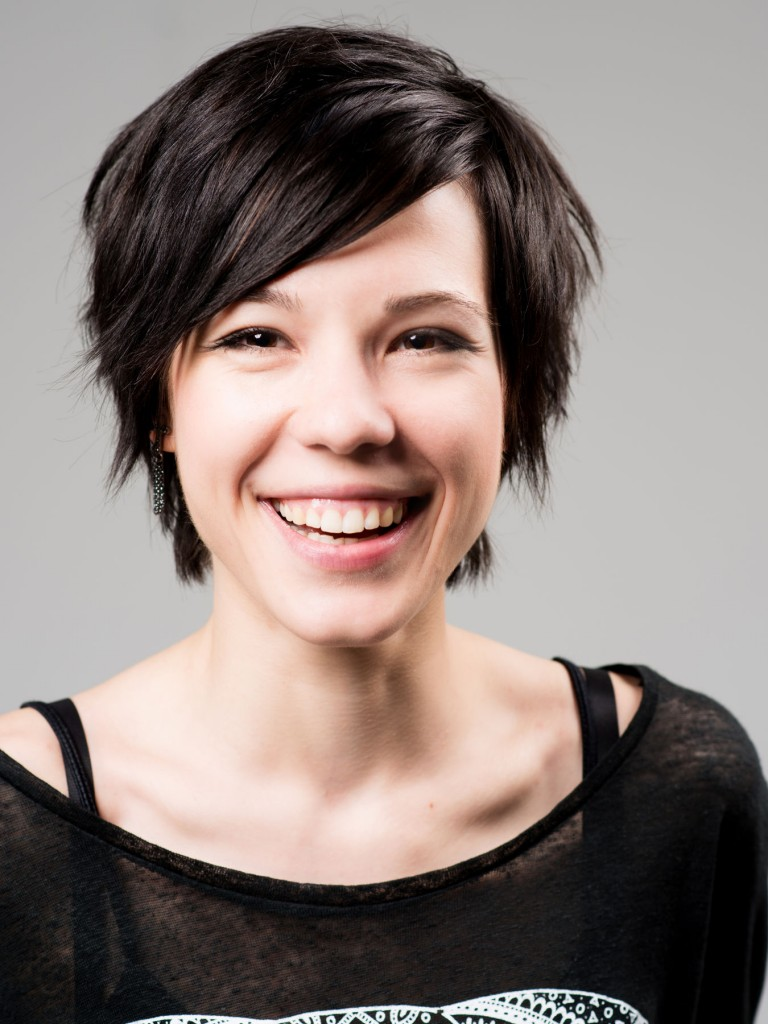
Laura Maria Heid

Laura Maria Heid (* 9. Januar 1990 in Berlin) ist eine deutsche Schauspielerin.
Heid absolvierte nach dem Abitur ihre Schauspielerausbildung an der Berliner Schule für Schauspiel von 2008 bis 2011. Sie wurde durch die Serien Hotel 13 und Danni Lowinski bekannt. Ab April 2013 spielte sie Suji Wagner, eine Hauptrolle in der Soap Unter uns; einige Monate später verließ sie die Serie.

## Filmografie (Auswahl)
- 2007: Viertelland (Kurzfilm)
- 2009: Words (Kurzfilm)
- 2010: Girl interrupted
- 2012: Fliegen lernen (Kurzfilm)
- 2012: Hotel 13 (Fernsehserie)
- 2012: You Never Know (Kurzfilm)
- 2013: Danni Lowinski (Fernsehserie, Folge 4x06)
- 2013: Unter uns (62 Folgen, Folgen 4587–4648 und 4664)
- 2014: Kripo Holstein – Mord und Meer (Fernsehserie, Folge Rauchende Colts)
- 2014: Sechse kommen durch die ganze Welt (Märchen aus der 7. Staffel der TV-Serie Sechs auf einen Streich)
- 2015: Hanna Hellmann – Geheimnisse der Berge (Fernsehserie)
- 2017: Letzte Spur Berlin (Fernsehserie), Folge Atemlos
- 2020: SOKO Köln (Fernsehserie), Folge Messerscharf
- 2018: Notruf Hafenkante (Fernsehserie), Folge Sugardaddy
- 2018: Sankt Maik (Fernsehserie), Folge Schnittchen oder Flittchen
- 2018: SOKO München (Fernsehserie), Folge Die Verlorenen
- 2019: Der Bulle und das Biest (Fernsehserie), Folge Karma
- 2019: SOKO Wismar (Fernsehserie), Folge Schuldbekenntnis
- 2019: Midnight Regulations (Kurzfilm)
- 2019: Mein Freund das Ekel (Fernsehfilm)
- 2020: SOKO Köln (Fernsehserie), Folge Schlangengrube
- 2021: SOKO Leipzig (Fernsehserie), Folge Kampf ums Paradies